# Kosmos (powieść)
Kosmos – ostatnia powieść Witolda Gombrowicza, wydana po raz pierwszy w 1965 roku przez Instytut Literacki w Paryżu. Kolejne wydanie zostało włączone do jedenastotomowych Dzieł zebranych – wydawanych w Paryżu w latach 1967–1977. W Polsce po raz pierwszy powieść została wydana w dziesięciotomowych Dziełach zebranych wydawanych w latach 1986–1988 przez Wydawnictwo Literackie w Krakowie pod redakcją Jana Błońskiego.
Powieść była przetłumaczona m.in. na j. angielski, francuski, hiszpański, holenderski, japoński, niemiecki, norweski, portugalski i włoski.

## Bohaterowie powieści
Głównym bohaterem, a zarazem narratorem powieści, jest student Witold. Bohaterowie drugoplanowi:
- Fuks – kolega narratora ze studiów
- Pani Wojtysowa („Mańcia”, „Kulka”) – właścicielka pensjonatu, do którego trafiają Witold i Fuks; ciotka Katasi
- Leon Wojtys – jej mąż
- Lena – córka państwa Wojtysów
- Ludwik – mąż Leny
- Katasia – gosposia w pensjonacie (z uszkodzoną wargą)
- Luluś i Lulusia – para
- Tolo – rotmistrz
- Jadeczka – jego żona (nowożeńcy)
- ksiądz

## Przebieg akcji
Akcja powieści dzieje się w dwudziestoleciu międzywojennym w czasie wakacji w Zakopanem. Narrator – Witold i jego przyjaciel Fuks trafiają do pensjonatu, prowadzonego przez panią Wojtysową. Uwagę narratora przyciąga jej siostrzenica o imieniu Katasia, która na skutek wypadku samochodowego ma nieestetycznie zniekształcone usta. Myśl Witolda zaprząta też napotkany po drodze wróbel powieszony na sznurku. Przyjaciel bohatera, Fuks, zauważa na suficie w ich pokoju znak strzałki, który doprowadza bohaterów do patyka powieszonego na sznurku analogicznie do wróbla. Witold zaczyna podejrzewać, że wokół niego rozgrywają się dziwne tajemnicze mistyfikacje, podejrzewa, że ktoś daje mu znaki, których on sam nie potrafi odczytać. Witold i Fuks próbują ułożyć rzeczywistość z przypadkowych elementów.

## Problematyka
Kosmos, opatrzony później (jak inne jego dzieła) obszernym autokomentarzem pisarza i określany przez wielu badaczy jako arcydzieło Gombrowicza, to powieść, której tematem staje się problem percepcji świata, relacji między jednostką a rzeczywistością oraz świadomością. Gombrowicz podejmuje w niej próbę analizy aktu poznawczego oraz uchwycenia mechanizmu odbierania lub kreacji świata przez intelekt i wyobraźnię jednostki (okrzyk narratora: „Dzika potęgo myśli wątłej!”). Kwestie te najlepiej ilustruje fragment Dziennika z roku 1966:
„Spośród nieskończoności zjawisk, które zdarzają się wokół mnie wyodrębniam jedno. Wybieram np. popielniczkę na stole (reszta pozostaje w cieniu). Jeśli percepcja tego typu tłumaczy się (np. zauważyłem popielniczkę, ponieważ chce strząsnąć do niej popiół z papierosa, którego właśnie palę), wszystko jest na swoim miejscu. Jeśli spostrzegłem tę popielniczkę przypadkiem i więcej do niej nie wracam, wtedy również wszystko jest w porządku. Jeśli jednak po zauważeniu zjawiska, bez żadnego specjalnego znaczenia wracam do niego, wtedy jest właśnie bieda. Dlaczego do niej wróciłeś, jeżeli jest bez znaczenia? Ach tak! A więc jednak coś dla ciebie znaczyła od momentu, w którym znów na nią spojrzałeś. Oto jak z powodu prostego faktu, że skoncentrowałeś się bez powodu o sekundę za długo na jakimś zjawisku, ta rzecz zaczyna wyróżniać się z całej reszty, wypełniać się sensem. Jest coś w świadomości, co ją przekształca w pułapkę zastawioną na nią samą”
W rezultacie Kosmos podejmuje klasyczny temat myśli europejskiej, który stawiali Kartezjusz, Kant, Husserl czy Heidegger: możność (lub niemożność) poznania bytu i wykroczenia poza doświadczenie egzystencjalne jednostki. Gombrowicz znał gruntownie filozofię europejską, czytał teksty źródłowe, a na łożu śmierci prowadził po francusku prywatne wykłady z dziejów myśli dla żony Rity i Dominique’a de Roux (ogłoszone w wersji książkowej w tomie zbiorowym Gombrowicz filozof). W Kosmosie wyraża wolę odnajdywania prawdy obiektywnej, zarazem gorzkie przekonanie, że byłaby niepochwytna.
Osobny, mało podejmowany w badaniach (poza Antonim Liberą), temat Kosmosu stanowi erotyzm jako mroczny wymiar relacji międzyludzkich, budzący perwersyjne fascynacje (podglądanie Leny, obecność przy masturbacji Leona), a związany z udręką, niespełnieniem i goryczą.

## Ekranizacja
- Kosmos, 2015 –  adaptacja powieści w reżyserii Andrzeja Żuławskiego,  koprodukcja francusko-portugalska[2].